# Yoann Sover
 (août 2020).
Yoann Sover est un acteur et animateur de télévision français, né le 20 février 1980 à Bois-Colombes (Hauts-de-Seine).
Actif dans le doublage, il est la voix régulière des acteurs Zac Efron, Chad Michael Murray, Jackson Rathbone, Dave Franco ou encore Ben Whishaw.
Il présente actuellement l'émission Nickelodeon Vibes aux côtés de Melissa « Lexa » Berard ainsi que l'émission Anime-Eki sur J-ONE tous les lundis soir sur Tik Tok et a été auparavant le présentateur de KD2A, du Téléthon et du Sidaction sur France 2.

## Biographie

### Carrière
Yoann Sover suit des cours de piano et de chant avant d'entrer à la Maîtrise de Paris et Maîtrise de Radio France où il représentait la France à travers le monde, le chœur d'enfants de l'Opéra de Paris. 
En parallèle, il prend des cours de théâtre au Conservatoire municipal du VIIIe arrondissement de Paris puis de cinéma à la Maison du Geste et de l'Image. 
Il a suivi également l'Actor Studio et des cours sur la technique Meisner. 
C'est en tournant ses premiers courts-métrages et en enchaînant les tournages qu'il décrochera le rôle récurrent de Franck Lanoë dans la série à succès Julie Lescaut, puis celui de Nicolas dans Madame le Proviseur ou encore Alex dans Le Lycée.
Il obtient par la suite des rôles dans certaines sagas de l'été comme Le Grand Batre, Le Bal des célibataires, Méditerranée…
Entre 2000 et 2001, il joue le premier rôle dans la série Music'Art qui obtient en 2003 le prix du meilleur programme access prime-time.
En 2003, il reçoit le prix « Jeune talent » au festival de Paris pour son rôle dans Les Âmes câlines de Thomas Bardinet.
Il s'essaie à la présentation en animant l'émission KD2A entre 2003 et 2008 sur France 2, qui obtient régulièrement des prix comme au Festival TV de Luchon et fait également de la co-animation pour des émissions telles que les Symphonic Show du Téléthon et Sidaction.
Il a également joué dans la série Chante ! aux côtés de la chanteuse Priscilla, où il interprétait le rôle d'un méchant animateur (Johan).
En 2015, il a tourné dans le film International Train Station, qui a remporté le prix du meilleur film à Los Angeles, à Miami et au Kosovo. En 2016, il interprète l'un des rôles principaux de la série Billion to One qu'il tourne en anglais.
Parallèlement à ces tournages, c'est dans le domaine du doublage que Yoann Sover s'illustre particulièrement depuis le début des années 2000.
Depuis 2021, il assure la présentation de Nickelodeon Vibes avec Melissa « Lexa » Berard sur Nickelodeon.
Il présente l'émission Anime-Eki sur J-One en direct tous les lundis soirs sur le compte YouTube de la chaîne.

## Théâtre
- 1985 : La Paix de Marcel Landowski
- 1987 : L'Aiglon d'Edmond Rostand
- 1988 : Othello de Shakespeare
- 1989 : La Flûte enchantée de Mozart[2]
- 1992 : Boris Godounov de Moussorgski[2]
- 1990 : Senkforn, comédie musicale[2]
- 1990 : La Préhistoire de la musique[2]
- 1991 : Europa
- 1993 : Sounds the trumpet, comédie musicale[2]
- 1998/1999 : Cendrillon 99
- 1999/2001 : Acapulco Madame de Yves Jamiaque
- 2003 : La Maljoyeuse
- 2009/2010 : Hibernatus de Jean Bernard-Luc : Paul Fournier, « l'Hiberné » - Tournée en France
- 2015 : Si j'avais un marteau de Mythic et Hugo Rezeda, mise en scène de Hugo Rezeda -  Théâtre On Stage (Angoulême)
- 2017 : Les Amoureux : Théatre Dejazet

## Filmographie

### Cinéma

#### Longs métrages
- 1997 : Incognito de John Badham
- 2001 : Les Âmes câlines de Thomas Bardinet
- 2015 : Train Station : L'Homme en Brun (Film primé  festival du film en 2016 au Kosovo ainsi qu'au festival du film International au Kansas)

#### Courts métrages
- 1995 : Merci pour les exclus
- 1995 : Secours cathodique
- 1997 : La Fin de la nuit
- 1998 : Le 13 juillet
- 1999 : L'Échappée belle
- 2000 : Sunday
- 2001 : Le Magicien
- 2001 : Pourquoi mourir
- 2002 : L'Illusion des apparences
- 2003 : Effet de tragédie
- 2013 : Ma Dernière Cartouche
- 2013 : Chat
- 2015 : Pleurer des larmes d'Enfance : Aymeric

### Télévision
- 1994 : Premiers baisers
- 1996 : Des filles dans le vent : Martin
- 1996-1997 : Papa revient demain : Jérôme
- 1997 : Le Grand Batre : Fernand Rache
- 1997-2003 : Julie Lescaut, 11 épisodes : Franck Lanoë
- 1999 : Les Vacances de l'amour (saison 3, épisode 46 : « Graine de violence ») : Édouard Baxter
- 1999 : Madame le Proviseur : Nicolas
- 2000 : Divorce, ép. Regrets Eternels : Romain
- 2000 : Sauvetage : Marc Solal
- 2000 : Sous le soleil (saison 6) : Fabrice
- 2000 : Le Lycée : Alex
- 2000-2001 : Music'art Prix de la meilleure série TV Access Prime Time en 2003
- 2001 : Un homme en colère : Stéphane
- 2001 : Méditerranée : Jérôme
- 2002 : Jean Moulin d'Yves Boisset  :  Pierre
- 2004 : Le Bal des célibataires : Clément
- 2004 : L'Appart à part : Jérôme
- 2005 : Un fil à la patte : Un gendarme
- 2006 : Trois jeunes filles nues : Marcel
- 2006 : Commissaire Moulin, ép. Bavures
- 2007 : Trois contes merveilleux : Cendrillon : le laquais bègue
- 2007 : Chante !
- 2017 : A Billion to One : Billy The Blogger
- 2017 : Les Mystères de l'amour (saison 16) : Paul Vauclair

#### Émission
- 2004-2007 : KD2A - Présentation des programmes
- depuis 2021 : Nickelodeon Vibes : co-présentateur avec Melissa « Lexa » Berard
- depuis 2024: Anime-EKI : Présentateur sur J-ONE

## Doublage

### Cinéma

#### Films
- Zac Efron dans (19 films) :
  - Hairspray (2007) : Link Larkin
  - High School Musical 3 (2008) : Troy Bolton
  - 17 ans encore (2009) : Mike O'Donnell à 17 ans
  - Le Secret de Charlie (2010) : Charlie St Cloud
  - Happy New Year (2011) : Paul
  - Paperboy (2012) : Jack Jansen
  - At Any Price (2012) : Dean Whipple
  - Parkland (2013) : Dr Charles James « Jim » Carrico
  - Nos pires voisins (2014) : Teddy Sanders
  - We Are Your Friends (2015) : Cole Carter
  - Nos pires voisins 2 (2016) : Teddy Sanders
  - The Disaster Artist (2017) :  Dan Janjigian
  - The Greatest Showman (2017) : Phillip Carlyle
  - Extremely Wicked, Shockingly Evil and Vile (2019) : Ted Bundy
  - Gold (2022) : le premier homme
  - The Greatest Beer Run Ever (2022) : John « Chickie » Donohue
  - Iron Claw (2023) : Kevin Von Erich
  - Ricky Stanicky (2024) : Drew
  - Les Dessous de la famille (2024) : Chris Cole

- Dave Franco dans (10 films) :
  - 21 Jump Street (2012) : Eric
  - Insaisissables (2013) : Jack Wilder
  - 22 Jump Street (2014) : Eric
  - Insaisissables 2 (2016) : Jack Wilder
  - Les Bonnes Sœurs (2017) : Massetto
  - 6 Balloons (2018) : Seth
  - Zeroville (2019) : Montgomery Clift
  - Day Shift (2022) : Seth
  - Love Lies Bleeding (2024) : J.J.
  - Insaisissables 3 (2025) : Jack Wilder

- Jackson Rathbone dans (9 films) :
  - Le Grand Stan (2008) : Robbie
  - Twilight, chapitre I : Fascination (2008) : Jasper Hale
  - Donnie Darko 2 : L'Héritage du sang (2009) : Jeremy
  - Twilight, chapitre II : Tentation (2009) : Jasper Hale
  - Terreur (en) (2009) : Stephen Grace
  - Twilight, chapitre III : Hésitation (2010) : Jasper Hale
  - Le Dernier Maître de l'air (2010) : Sokka
  - Twilight, chapitre IV : Révélation, 1re partie (2011) : Jasper Hale
  - Twilight, chapitre V : Révélation, 2e partie (2012) : Jasper Hale

- Ben Whishaw dans (7 films) :
  - Skyfall (2012) : Q
  - Cloud Atlas (2012) : Robert Frobisher
  - 007 Spectre (2015) : Q
  - Au cœur de l'océan (2015) :  Herman Melville
  - The Lobster (2015) : John le boiteux
  - The Personal History of David Copperfield (2019) : Uriah Heep
  - Mourir peut attendre (2021) : Q

- Chad Michael Murray dans (7 films) :
  - To Write Love on Her Arms (en) (2012) : Jamie Tworkowski
  - Le Chaos (2014) : Buck Williams
  - Killing Field (2021) : Balzary
  - Jeu de survie (2021) : Eric
  - Fortress: Sniper's Eye (en) (2022) : Balzary
  - The Merry Gentlemen (en) (2024) : Luke
  - Freaky Friday 2 : Encore dans la peau de ma mère (2025) : Jake

- Columbus Short dans (4 films) :
  - Save the Last Dance 2 (2006) : Miles Sultana
  - Cadillac Records (2008) : Little Walter
  - Blindés (2009) : Ty Hackett
  - Panique aux funérailles (2010) : Jeff

- Chris Zylka dans (4 films) : 
  - Shark 3D (2011) : Blake
  - Piranha 2 3D (2012) : l'officier Kyle
  - The Amazing Spider-Man (2012) : Flash Thompson
  - Freaks of Nature (2015) : Alex Lachan

- Jesse Eisenberg dans :
  - Les Berkman se séparent (2005) : Walt Berkman
  - The Hunting Party (2007) : Benjamin Strauss
  - Solitary Man (2009) : Cheston

- Jesse Plemons dans : 
  - Le Psy d'Hollywood (2009) : Jésus, le dealer
  - El Camino : Un film Breaking Bad (2019) : Todd Alquist
  - Je veux juste en finir (2020) : Jake

- Rick Gonzalez dans :
  - First Snow (2006) : Andy Lopez
  - Illegal Tender (2007) : Wilson de Leon

- Taylor Handley dans :
  - Massacre à la tronçonneuse : Le Commencement (2007) : Dean
  - Chasing Mavericks (2012) : Sonny

- Jamie Campbell Bower dans : 
  - The Mortal Instruments : La Cité des ténèbres (2013) : Jace Wayland
  - Horizon : Une saga américaine, chapitre 1 (2024) : Caleb Sykes

- Robert Sheehan dans : 
  - Mute (2018) : Luba
  - Bad Samaritan (2018) : Sean Falco

- Chris Geere dans :
  - Pokémon : Détective Pikachu (2019) : Roger Clifford
  - Baby Bluff (en) (2025) : Steve

- Lewis Tan dans :
  - Mortal Kombat (2021) : Cole Young
  - Quand le destin s'en mêle (2022) : Kip

- 1989[3] : L'Excellente Aventure de Bill et Ted : Theodore « Ted » Logan (Keanu Reeves)
- 2006 : Docteur Dolittle 3 : Tyler (Calum Worthy)
- 2007 : Le Gang des champions 3 : Tommy (Keanu Pires)
- 2007 : Le Livre maléfique : Sean (Cody Linley)
- 2008 : Another Cinderella Story : Joey Parker (Drew Seeley)
- 2008 : Charlie Bartlett : Jordan Sunder (Jonathan Malen)
- 2008 : Rien que pour vos cheveux : Michael (Nick Swardson)
- 2009 : Chronique des morts-vivants : Ridley (Philip Riccio)
- 2009 : Fired Up : Shawn Colfax (Nicholas D'Agosto)
- 2009 : Nowhere Boy :  Paul McCartney (Thomas Sangster)
- 2009 : Fame : Marco (Asher Book)
- 2009 : Alvin et les Chipmunks 2 : Jeremy Smith (Brando Eaton)
- 2010 : Mother's Day : Addley Koffin (Warren Kole)
- 2010 : Sexy Dance 3D : Luke (Rick Malambri)
- 2010 : Tucker et Dale fightent le mal : Todd (Alex Arsenault)
- 2010 : Biutiful : Liwei (Luo Jin)
- 2010 : Le Dernier Maître de l'air : Sokka (Jackson Rathbone)
- 2011 : Cheval de guerre :  Lieutenant Charley Waverly (Patrick Kennedy)
- 2011 : Fright Night : « Evil » Ed Thompson (Christopher Mintz-Plasse)
- 2011 : Time Out (In Time) : Philippe Weis (Vincent Kartheiser)
- 2011 : Scream 4 : Charlie Walker (Rory Culkin)
- 2012 : Abraham Lincoln, chasseur de vampires : Joshua Speed (Jimmi Simpson)
- 2012 : Cosmopolis : Shiner (Jay Baruchel)
- 2012 : Maniac : Martin Nunez (Joshua De La Garza)
- 2013 : Dans l'ombre de Mary : un employé de la banque
- 2014 : Annabelle : Détective Clarkin (Eric Ladin)
- 2015 : The Big Short : Le Casse du siècle : Deeb Winston (Rajeev Jacob)
- 2015 : Kill Your Friends: Steven Stelfox (Nicholas Hoult)
- 2015 : The Walk : Rêver plus haut : Albert (Ben Schwartz)
- 2016 : Avant toi : Nathan (Steve Peacocke)
- 2016 : Tramps : Danny (Callum Turner)
- 2017 : Miss Sloane : Franklin Walsh (Noah Robbins)
- 2017 : Combat de Profs : Blake (Nicholas Alexander)
- 2018 : Guardians of the Tomb : Luke (Chun Wu)
- 2018 : My Lady : Adam Henry (Fionn Whitehead)
- 2018 : Carnage chez les Puppets : Kerry (Steve Mallory)
- 2018 : Jefe : Charla (Adam Jezierski)
- 2018 : Bumblebee : Craig (Kollin Holtz)
- 2018 : Seconde Chance : Dilly (Dalton Harrod)
- 2019 : Velvet Buzzsaw : Claudio (Mig Macario)
- 2019 : Quelqu'un de bien : Matt (Peter Vack)
- 2019 : Booksmart : George (Noah Galvin)
- 2019 : DJ Cendrillon (pt) : Rafael (Sérgio Malheiros)
- 2019 : Brittany court un marathon : Dev (Mikey Day (en))
- 2020 : La Bête : Mattia Riva (Emanuele Linfatti)
- 2020 : The Big Ugly : Will (Nicholas Braun)
- 2020 : Girl : La Fille à la hache : Charmer (Chad Faust)
- 2020 : Un Noël tombé du ciel : Travis (Rohan Campbell)
- 2020[n 1] : La Famille Asada : Akira Asada (Mitsuru Hirata)
- 2020 : The Wolf of Snow Hollow (en) : Jeremy (Marshall Allman)
- 2021 : Space Sweepers : Tae-ho (Song Joong-ki)
- 2021 : Notre Été : Lorenzo (Roberto Christian)
- 2021 : Fear Street, partie 2 : 1978 : Gary (Drew Scheid)
- 2021 : Good on Paper : le serveur de Margot (Nick Waters) et l'avocat de Dennis (Michael McMillian)
- 2021 : Major Grom : Le Docteur de peste : Konstantin Tsvetkov (Daniil Steklov)
- 2021 : Confessions d'une fille invisible : Erick (Lucca Picon)
- 2022 : Seoul Vibe (en) : ? (?)
- 2022 : Emancipation : Leeds (Grant Harvey)
- 2022 : They/Them : Stu (Cooper Koch)
- 2023 : Knock at the Cabin : Eric (Ben Aldridge)
- 2023 : Teen Wolf, le film : Eli Hale (Vince Mattis)
- 2023 : Oppenheimer : le scientifique concerné (Brett DelBuono)
- 2023 : Mixed by Erry (en) : Enrico « Erry » Frattasio (Luigi D'Oriano)
- 2023 : DogMan : Madonna, la drag-queen (Kyran Peet)
- 2023 : BlackBerry : Allan Lewis (Ben Petrie (en))
- 2023 : L'Académie de M. Kleks (pl) : Matthieu (Sebastian Stankiewicz (pl))
- 2024 : Dans le terrier du lapin blanc (it) : Miztli (Pierre Louis)
- 2024 : Better Man : ? (?)
- 2025 : Star Trek: Section 31 : Fuzz / Wood (Sven Ruygrok)
- 2025 : Drop Game : Matt, le serveur (Jeffery Self (en))

#### Films d'animation
- 2002 : L'Âge de glace : des dodos
- 2006 : Le Journal de Barbie : Kevin
- 2007 : Les Rois de la glisse : Mikey
- 2009 : Summer Wars : Kenji
- 2010 : La Ligue des justiciers : Conflit sur les deux Terres : Johnny Quick
- 2012 : Superman vs. The Elite : Jimmy Olsen
- 2013 : Superman contre Brainiac : Jimmy Olsen
- 2013 : Le Conte de la princesse Kaguya : le moyen conseiller Isonomaki
- 2014 : La Grande Aventure Lego : Wally
- 2014 : Les Aventures de la Ligue des justiciers : Piège temporel : Karate Kid
- 2019[n 2] : KonoSuba, le film : Legend of Crimson : voix additionnelles
- 2020 : Scooby ! : Brian / Blue Falcon[n 3]
- 2020 : Le Dragon argenté : Ben[n 4]
- 2021 : Sailor Moon Eternal : Fish Eye
- 2021 : My Hero Academia: World Heroes' Mission : Rody Soul
- 2023 : Spy × Family Code: White : Yuri Briar
- 2024 : Look Back : l'étudiant C

### Télévision

#### Téléfilms
- Chad Michael Murray dans (9 téléfilms) :
  - The Lone Ranger (en) (2003) : Luke Hartman
  - Le Secret d'Eva (2010) : Ethan McAllister
  - L'Ange des neiges (2011) : Patrick Kerns
  - La Maison sur la plage (2018) : Brett
  - La Surprise de Noël (2019) : Danny Wise
  - Noël comme chien et chat (2020) : Paul Barnett
  - L'Amour de sa vie (2020) : Brett Hollister
  - Coup de foudre à Sand Dollar Cove (2021) : Brody Bradshaw
  - Un Noël à sauver (2023) : Brady Schaltz

- Matthew Kevin Anderson dans (6 téléfilms) :
  - Au cœur de la tempête (2008) : Lew
  - Les Lumières de Noël (2014) : Matt Kell
  - Une famille pour Noël (2015) : Grant Walker
  - Douce Audrina : l'enfant sans passé (2016) : Lamar
  - L'Aventure à deux : le mariage (2018) : Andy
  - 100% Compatibles (2019) : Matt

- Zac Efron dans :
  - High School Musical (2006) : Troy Bolton
  - High School Musical 2 (2007) : Troy Bolton

- 2006 : Tentation troublante : Luke (Corey Sevier)
- 2008 : Mon père, cet espion : Tom Gilbert (Kevin Pollak)
- 2008 : Le Pont des sacrifiés : Ernst Scholten (Alexander Becht)
- 2008 : Menace solaire : Riley (Chris Brochu)
- 2008 : L'Île du secret : Chris Hammett (Patrick Currie)
- 2009 : Une femme fragile : Jimmy (Salvatore Antonio)
- 2010 : Allemagne 1918 : Fritz Gusek (Joseph Bundschuh)
- 2011 : Alexandra : Disparue : Moritz Weber (Michael Steinocher)
- 2011 : Lune de miel en solo : Mark (Diarmuid Noyes)
- 2011 : Au cœur de l'amour : Brandon (Nick Zano)
- 2011 : Face à la tornade : Nick Edwards (Stephen MacDonald)
- 2011 : Filles des villes et filles des champs : Mitch Randall (Christian Alexander)
- 2014 : The Normal Heart : Craig Donner (Jonathan Groff)
- 2014 : Entre le cœur et la raison : Coop (Drew Fuller)
- 2015 : J'ai tué ma meilleure amie : Alex Lachan (Chris Zylka)
- 2015 : L'Appel du devoir : Martin Skopic (Kelly Blatz)
- 2020 : Ma fille, rattrapée par son passé : Miles (Andrew James Allen)
- 2020 : Un Noël tombé du ciel : Travis (Rohan Campbell)
- 2021 : Christmas Takes Flight : Charlie Beckett (Erik Gow)
- 2024 : La Chronique de Noël : Nate (Michael Lazarovitch)

#### Séries télévisées
- Marshall Allman dans (16 séries) :
  - Prison Break (2005-2008) : L.J. Burrows (27 épisodes)
  - Close to Home : Juste Cause (2006) : Billy Hampton (saison 1, épisode 22)
  - Les Experts (2007) : Jonathan Alaniz (saison 7, épisode 18)
  - Saving Grace (2007) : Wade Tyrell (saison 1, épisode 4)
  - Ghost Whisperer (2008) : Thomas Benjamin (saison 3, épisode 11)
  - Grey's Anatomy (2008) : Jeremy West (saison 4, épisode 16)
  - New York, unité spéciale (2008) : Eric Byers (saison 10, épisode 2)
  - Eli Stone (2008) : JJ Cooper (saison 2, épisodes 5 et 6)
  - Life (2009) : Clifton Garber (saison 2, épisode 11)
  - The Defenders (2010) : Jim Rodgers (épisode 6)
  - Justified (2012) : Donovan (saison 3, épisodes 10 et 11)
  - Sons of Anarchy (2012) : Devin Price (saison 5, épisode 5)
  - Longmire (2013) : Kelley Dawes (saison 2, épisode 10)
  - Bates Motel (2016) : Julian Howe (saison 4)
  - Rosewood (2016) : Ben Kapono (saison 2, épisode 8)
  - NCIS : Enquêtes spéciales (2018) : Donnie (saison 15, épisode 11)

- Taylor Handley dans (6 séries) :
  - Newport Beach (2003-2004) : Oliver Trask (saison 1)
  - Hidden Palms : Enfer au paradis (2007) : Johnny Miller (8 épisodes)
  - Southland (2009-2010) : Wade (3 épisodes)
  - The Glades (2011) : Trey Lancer (saison 2, épisode 4)
  - Los Angeles, police judiciaire (2011) : Eric Kentner (épisode 22)
  - Code Black (2018) : Robert (saison 3, épisodes 12 et 13)

- Jake Thomas dans (6 séries) :
  - Cory est dans la place (2007-2008) : Jason Stickler (8 épisodes)
  - Lie to Me (2009) : James Cole (saison 1, épisode 1)
  - Eleventh Hour (2009) : Brian Dahl (épisode 12)
  - Les Experts : Miami (2009) : Lucas Galinetti (saison 7, épisode 21)
  - Ghost Whisperer (2009) : Andrew Carlin (saison 4, épisode 22)
  - The Whole Truth (2010) : Mark Esposito (épisode 4)

- Grant Harvey (en) dans (6 séries) :
  - La Vie secrète d'une ado ordinaire (2010-2013) : Grant (32 épisodes)
  - Esprits criminels (2015) : Marc Clifford (saison 10, épisode 20)
  - NCIS : Nouvelle-Orléans (2015) : Conner (saison 2, épisode 1)
  - Lucifer (2016) : Justin (saison 1, épisode 3)
  - Supernatural (2016) : Petey Giraldi (saison 11, épisode 14)
  - Monstre : L'Histoire de Jeffrey Dahmer (2022) : l'officier Müller (mini-série)

- Vincent Kartheiser dans (5 séries) :
  - Angel (2002-2004) : Connor (28 épisodes)
  - Mad Men (2007-2015) : Pete Campbell (en) (92 épisodes)
  - Casual (2016) : Jordan Anderson (saison 2)
  - Genius (2017) : Raymond Geist (saison 1, épisodes 1 et 8)
  - Proven Innocent (en) (2019) : Bodie Quick (13 épisodes)

- Corey Sevier dans (5 séries) :
  - Méthode Zoé (2003-2004) : Julian (11 épisodes)
  - North Shore : Hôtel du Pacifique (2004-2005) : Gabriel McKay (21 épisodes)
  - Smallville (2008) : Finley (saison 7, épisode 12)
  - Psych : Enquêteur malgré lui (2008) : Bryan Frou (saison 2, épisode 15)
  - Motive (2014) : Jake Daly (saison 2, épisode 6)

- Chad Michael Murray dans (5 séries) :
  - Les Frères Scott (2003-2012) : Lucas Scott (131 épisodes)
  - Southland (2013) : l'officier Dave Mendoza (saison 5, épisodes 1 et 2)
  - Agent Carter (2015-2016) : l'agent Jack Thompson (14 épisodes)
  - Riverdale (2019) : Edgar Evernever (8 épisodes)
  - Retour à Sullivan's Crossing (depuis 2023) : Cal Jones

- Reece Thompson (en) dans (4 séries) :
  - Les 4400 (2005) : Greg Venner (saison 2, épisode 4)
  - Smallville (2006) : Geoffrey jeune (saison 6, épisode 5)
  - Almost Human (2014) : Nico (épisode 11)
  - Motive (2014) : Bryce Kovach (saison 2, épisode 11)

- Jackson Rathbone dans (4 séries) :
  - Beautiful People (2005-2006) : Nicholas Fiske (16 épisodes)
  - Esprits criminels (2009) : Adam Jackson/Amanda (saison 4, épisode 20)
  - Super Hero Family (2010) : Trent Stafford (épisode 6)
  - FBI : Duo très spécial (2013) : Nate Osbourne (saison 4, épisode 14)

- Warren Kole dans (4 séries) :
  - 24 Heures chrono (2009) : Brian Gedge (saison 7)
  - Mental (2009) : Rylan Moore (saison 1)
  - Rizzoli and Isles (2010) : Sumner Fairfield (saison 1, épisode 5)
  - The Chicago Code (2011) : Ray Bidwell (5 épisodes)

- Ben Whishaw dans (4 séries) :
  - London Spy (2015) : Danny (mini-série)
  - A Very English Scandal (2018) : Norman Scott (mini-série)
  - Fargo (2020) : Patrick « Rabbi » Milligan, adulte (saison 4)
  - This Is Going to Hurt (2022) : Adam Kay (7 épisodes)

- Drew Fuller dans :
  - Charmed (2003-2006) : Chris Halliwell (25 épisodes)
  - American Wives (2007-2012) : le soldat Trevor LeBlanc (104 épisodes)
  - NCIS : Los Angeles (2011) : Connor Maslin (saison 3, épisode 7)

- Shawn Pyfrom dans :
  - Desperate Housewives (2004-2012) : Andrew Van de Kamp (112 épisodes)
  - Les Experts : Miami (2009) : Daniel Burgess (saison 8, épisode 4)
  - Rizzoli and Isles (2012) : Bradley Palmer (saison 3, épisode 12)

- Percy Daggs III dans :
  - Veronica Mars (2004-2007 / 2019) : Wallace Fennel (69 épisodes)
  - US Marshals : Protection de témoins (2008) : Lawrence (saison 1, épisode 8)
  - iZombie (2015) : Sean Taylor (saison 1, épisode 9)

- Simon Helberg dans :
  - Studio 60 (2006-2007) : Alex Dwyer (14 épisodes)
  - The Big Bang Theory (2007-2019) : Howard Wolowitz (279 épisodes)
  - Young Sheldon (2021) : Howard Wolowitz (voix - saison 5, épisode 7)

- Jesse Plemons dans :
  - Friday Night Lights (2006-2011) : Landry Clarke (65 épisodes)
  - Breaking Bad (2012-2013) : Todd Alquist (13 épisodes)
  - Fargo (2015) : Ed Blomquist (saison 2)

- Nick Zano dans :
  - Cougar Town (2009) : Josh (saison 1)
  - Melrose Place : Nouvelle Génération (2010) : Drew Pragin (épisodes 14 à 18)
  - Drop Dead Diva (2011) : Tim Kline (saison 3, épisode 1)

- Zac Efron dans :
  - Entourage (2009) : Zac Efron (saison 6, épisode 9)
  - En pleine nature avec Bear Grylls (2014) : Zac Efron (émission)
  - The Studio (2025) : Zac Efron (saison 1, épisode 4)

- John Boyd dans :
  - Bones (2014-2017) : l'agent spécial James Aubrey (56 épisodes)
  - FBI (depuis 2019) : l'agent spécial Stuart Scola
  - FBI: Most Wanted (2020) : l'agent spécial Stuart Scola (saison 1, épisode 9)

- Chris Geere dans : 
  - You're the Worst (2014-2019) : Jimmy Shive-Overly (62 épisodes)
  - Modern Family (2018-2020) : Pr Arvin Fennerman (9 épisodes)
  - This Way Up (en) (2019) : Freddie (saison 1)

- Morgan David Jones dans : 
  - The Detail (en) (2018) : Billy Chamberlain (épisode 7)
  - V Wars (2019) : Josh (3 épisodes)
  - Jupiter's Legacy (2021) : Jack Hannigan / Jack Frost (épisodes 3 et 8)

- Jordan Gavaris dans :
  - Take Two, enquêtes en duo (2018) : Mick English (5 épisodes)
  - L'Amour au temps du Corona (en) (2020) : Sean (mini-série)
  - Le Lac (2022) : Justin (8 épisodes)

- Mason Alexander Park dans :
  - Cowboy Bebop (2021) : Gren
  - Code Quantum (2022-2024) : Dr Ian Wright (31 épisodes)
  - Sandman (2022-2025) : Désir (7 épisodes)

- Wesley Jonathan dans :
  - Ce que j'aime chez toi (2002-2006) : Gary Thorpe (86 épisodes)
  - Les Experts : Miami (2008) : Ross Nelson (saison 7, épisode 2)

- Patrick Currie dans :
  - Stargate SG-1 (2003-2004) : Numéro 5 (6 épisodes)
  - Smallville (2006) : Dr Lance (saison 5, épisode 17)

- Charlie Finn (en) dans :
  - Hot Dog Family (2005) : Fred (13 épisodes)
  - Castle (2009) : Ian Yankman (saison 1, épisode 3)

- Bret Harrison dans :
  - The Loop (2006-2007) : Sam Sullivan (17 épisodes)
  - V (2011) : Dr Sidney Miller (saison 2)

- Matthew Beard dans :
  - Scotland Yard, crimes sur la Tamise (2008) : Andy Harper (saison 11, épisode 9)
  - Funny Woman (en) (2023) : Bill Gardiner

- Geoffrey Arend dans :
  - Private Practice (2009) : Jimmy (saison 3, épisode 6)
  - The Closer : L.A. enquêtes prioritaires (2010) : Wayne West (saison 6, épisode 3)

- Jamie Campbell Bower dans :
  - Camelot (2011) : le roi Arthur (10 épisodes)
  - Stranger Things (2022) : Peter Ballard (saison 4)

- Christian Antidormi dans :
  - Spartacus (2013) : Tiberius Licinius Crassus (10 épisodes)
  - Strike Back (2015) : Finn (saison 5)

- Chris Wood dans : 
  - Vampire Diaries (2014-2015) : Malachaï « Kaï » Parker (19 épisodes)
  - Legacies (2020) : Malachaï « Kaï » Parker (saison 2, épisodes 12 et 13)

- Lewis Tan dans :
  - Into the Badlands (2018-2019) : Gaius Chau (12 épisodes)
  - Shadow and Bone : La Saga Grisha (2023) : Tolya Yul-Bataar (saison 2)

- Noah J. Ricketts dans :
  - American Gods (2021) : Kai (saison 3, épisode 8)
  - Fellow Travelers (2023) : Frankie Hines (mini-série)

- 1998-1999 : Animorphs : Aximili-Esgarrouth-Isthill (Paulo Costanzo) (20 épisodes)
- 1998-1999 : L'Équipe de rêve (en) : Leon Richards (Nathan Constance (en))
- The Closer : L.A. enquêtes prioritaires : Tommy Martinez (Jeremy Ray Valdez (en))
- Close to Home : Juste Cause : Artie Nelson (James Allen)
- Cold Case : Affaires classées : Doug Sommer (Jake Abel) et Finn Cooper (Brett Davern)
- Devious Maids : Scott (Peter Porte (en))
- Dolly Parton's Heartstrings : Tyler Meegers (Andy Mientus (en))
- Eli Stone : Will Sonneborn (Jonathan Chase)
- Les Experts : Kip Westerman (Ben Bledsoe (en))
- Forgotten : J.P. Albrecht (Brett Davidson)
- Half and Half : Ian (Desmond Askew)
- Legend of the Seeker : L'Épée de vérité : Asa (Julian Curtis)
- Monk : Jared Stottlemeyer (Jesse James puis Jon Kyle Hansen)
- Morte de honte ! : le professeur de taekwondo [Qui ?]
- New York, unité spéciale : Charlie Barnett (Chuck Mills) et Gregory Engels (Spencer Treat Clark)
- Nip/Tuck : Connor McNamara adulte (Stark Sands)
- The Order : Gregory (Ty Wood)
- The Pacific : Stern (Simon Bossel)
- Supernatural : Andy Gallagher (Gabriel Tigerman)
- Une famille presque parfaite : Douglas (Samm Levine)
- Warehouse 13 : Garry Gross (Robert Clark (en))
- Scream : Brandon James (acteur inconnu)
- 2000-2003 : La Guerre des Stevens : Zack Estrada (Brandon Baker) (4 épisodes)
- 2001-2003 : Grand Galop : Bob O'Malley (Nathan Phillips puis James O'Dea)
- 2002 : Et alors ? : Mark (Callum Blue)
- 2002-2003 : Malcolm : Dabney Hooper (Kyle Sullivan) (2e voix, saison 4)
- 2003 : Farscape : Nebari Meelak (Malcolm Kennard (en))
- 2003 : Dawson : Colby (Kyle Searles) (saison 6, épisodes 23 et 24)
- 2004 : Power Rangers : Dino Tonnerre : Blake Bradley / Ranger Tonnerre Bleu (Jorgito Vargas Jr. (de))
- 2004-2005 : Amour, Gloire et Beauté : Jimmy Ramirez (Chris Warren Jr.)
- 2005 : Femmes de footballeurs : Seb Webb (Tom Swire (en))
- 2005 : Over There : Bo Rider (Josh Henderson)
- 2005-2006 : Le Destin de Lisa : Alexander Greifenhagen (Shai Hoffmann)
- 2006 : Les Soprano : Vito Spatafore Jr. (Frank Borrelli) (saison 6)
- 2006 : Phénomène Raven : Tyler (Vinnie Pergola (en)) (saison 4, épisode 5)
- 2006-2010 : Hannah Montana : Jake Ryan (Cody Linley) (12 épisodes)
- 2007 : Le Rêve de Diana : Carsten « Bulle » Bullrich (Henning Heup (de))
- 2007-2008 : Skins : Anthony « Tony » Stonem (Nicholas Hoult)
- 2007-2009 : Retour à Lincoln Heights : Charles Antoni (Robert Adamson)
- 2008-2011 : Physique ou Chimie : Frédéric « Fred » (Fernando « Fer » en VO) Redondo Ruano (Javier Calvo)
- 2008-2014 / depuis 2019 : Les Feux de l'amour : Adam Newman (Chris Engen (en) #1, Michael Muhney #2 puis Mark Grossman #4)
- 2009 : Génial Génie : Adwel (Calum Callaghan) (saison 4, épisode 5)
- 2009 : Mentalist : Patrick Jane jeune (Chris Brochu) (saison 2, épisode 10)
- 2009 : Lie to Me : Max Roland (Daniel Ross) (saison 2, épisode 7)
- 2010 : Parenthood : Asher Book (Steve Williams)
- 2010 : Les Enquêtes du commissaire Winter : Lars Bergenheim (Victor Trägårdh (sv))
- 2010-2011 : 90210 Beverly Hills : Nouvelle Génération : Ian (Kyle Riabko (en))
- 2010-2011 : Gossip Girl : Elliot Leichter (Luke Kleintank)
- 2010-2011 : United States of Tara : Lionel Trane (Michael J. Willett)
- 2011 : Ange ou Démon : Damien Lucena (Jaime Olías (es))
- 2011 : La Gifle : Rhys (Oliver Ackland)
- 2011-2012 : I Just Want My Pants Back : Jason Strider (Peter Vack) (12 épisodes)
- 2012 : The Finder : Timo Proud (Toby Hemingway)
- 2012-2013 : Bunheads : Jordan (Kent Boyd)
- 2012-2014 : Real Humans : 100 % humain : Tobias (Kåre Hedebrant (sv))
- 2013 : Smash : Jimmy Collins (Jeremy Jordan)
- 2013 : The Killing : Twich (Max Fowler)
- 2013 : Californication : Ross (Dustin Ybarra (en))
- 2013-2014 : Glee : Elliot « Starchild » Gilbert (Adam Lambert)
- 2014 : Mon oncle Charlie : Barry (Clark Duke)
- 2014-2015 : Looking : Patrick Murray (Jonathan Groff) (18 épisodes)
- 2014-2015 : Dominion : William Whele (Luke Allen-Gale)
- 2015 : Show Me a Hero : Michael Wasicko (Josh Salatin (de)) (mini-série)
- 2015 : Remedy : Jason Kazemi (Keon Alexander)
- 2015 : Girls : Jeffrey (Peter Mark Kendall (en)) (saison 4, épisodes 2 à 4)
- 2016 : Guerre et Paix : Anatole Kouraguine (Callum Turner) (mini-série)
- 2016 : Vinyl : Gary/Xavier (Douglas Smith)
- 2016 : Lucky Man : Tim Larson (Andrew Lee Potts)
- 2016 : Gotham : Charles Van Dahl (Justin Mark)
- 2016-2017 : Soupçon de magie : Michael (Edward Ruttle) (6 épisodes)
- 2016-2018 : Spring Tide : Lennie (Iggy Malmborg (sv))
- 2017 : Ghost Wars : Ryan Jameson (Nathan Kay)
- 2017 : Suspect n°1 : Tennison (en) : Spencer Gibbs (Blake Harrison (en))
- 2017-2020 : Vikings : le prince Alfred (Conor O'Hanlon) (2e voix, saisons 5 et 6)
- 2018 : Salvation : Nate Ryland (Madison Smith)
- 2018 : ABC contre Poirot : Donald Fraser (Jack Farthing) (mini-série)
- 2018 : Daredevil : Kevin Page (Jack DiFalco (it)) (saison 3, épisode 10)
- 2018-2023 : New Amsterdam : Martin McIntyre (Mike Doyle) (29 épisodes)
- 2018-2023 : Succession : Greg Hirsch (Nicholas Braun) (39 épisodes)
- 2019 : Jessica Jones : Gillian (Aneesh Sheth)
- 2019 : Jinn : Keras (Hamzeh Okab)
- 2019 : The Bay : Vincent Jackson (Adam Long (en))
- 2019-2020 : Shrill : Tony (Joel Kim Booster) (saison 1, épisodes 3 et 4 puis saison 2, épisode 7)
- depuis 2019 : Warrior : Richard Lee (Tom Weston-Jones (en))
- 2020 : Dracula : Zev (John McCrea (en)) (mini-série)
- 2020 : AJ and the Queen : Miss Territory [Qui ?]
- 2020 : My Holo Love : ? (?)
- 2020 : Good Girls : Max (Wesam Keesh (en))
- 2020 : Spinning Out : Gabriel « Gabe » Richardson (Johnny Weir)
- 2020 : Alice in Borderland : Boshiya dit « le Chapelier » (Nobuaki Kaneko (en))
- 2020 : Fargo : Patrick « Rabbi » Milligan, adolescent (Carter Shimp) (saison 4, épisode 1)
- 2020 : Les Enquêtes de Vera : Joshua Walken (Tom Glenister) (saison 10, épisode 2)
- 2021 : Tribes of Europa : Dewiat (Jannik Schümann)
- 2021 : Les Irréguliers de Baker Street : R.P. Breakwater (Kieran Hodgson (en)) (saison 1, épisode 3)
- 2021 : Shadow and Bone : La Saga Grisha : Poppy Cox (Micah Holmes) (saison 1, épisode 2)
- 2021 : Young Royals : Prince Héritier Erik (Ivar Forsling)
- 2021 : The Bite (en) : Joel (Ryan Spahn (de)) (mini-série)
- 2021 : Guide astrologique des cœurs brisés : Tiziano « Tio » Falcetti (Lorenzo Ardino)
- 2021 : American Gods : Kai (Noah J. Ricketts) (saison 3, épisode 8)
- 2021-2022 : Locke and Key : James Bolton (Ian Lake)
- 2022 : The Guardians of Justice : ? (?)
- 2022 : The Dropout : Ana Arriola (Nicky Endres) (mini-série)
- 2022 : Conversations with Friends : Nick Conway (Joe Alwyn)
- 2022 : Baby Fever : Søren (Emil Prenter)
- 2022 : Plan de carrière : Valdo (Alejandro Hernandez)
- 2022 : The Fabulous (en) : Ji Woo-min (Choi Min-ho)
- 2022 : Star Trek: Picard : Wesley Crusher (Wil Wheaton) (saison 2, épisode 10)
- depuis 2022 : Billy the Kid : William H. Bonney / Billy the Kid (Tom Blyth)
- depuis 2022 : Christian (it) : Biondo (Giulio Beranek (it))
- depuis 2022 : Pachinko : Koh Hansu (Lee Min-ho)
- 2023 : Wellmania : Gareth « Gaz » Healy (Lachlan Buchanan)
- 2023 : Deadloch : Hunter Patterson (Ned Ward) (8 épisodes)
- 2023 : The Witcher : le prince Radovid (Hugh Skinner) (saison 3)
- 2023 : Glamorous : Dizmal Failure (Damian Terriquez)
- 2023 : La Roue du temps : Barthanes Damodred (Will Tudor) (saison 2)
- 2023 : Opérations Spéciales : Lioness : Dr Hammond (Michael Tow (en)) (saison 1, épisodes 4 et 5)
- 2023 : Sex Education : Roman (Felix Mufti) (saison 4)
- 2023 : Daily Dose of Sunshine : Kim Seo-wan (Roh Jae-won)
- 2023 : Song of the Bandits (en) : Kang San-gun (Kim Do-yoon)
- 2024 : Bandidos : l'homme brûlé [Qui ?]
- 2024 : English Teacher : Evan Marquez (Brian Jordan Alvarez)
- 2024 : Whiskey on the Rocks : Håkan Martinsson (Filip Berg (sv)) (mini-série)
- 2024 : Docteur Odyssey : Ken (Justin Jedlica (en))
- 2025 : La Résidence : Elliot Morgan (Barrett Foa) (mini-série)
- 2025 : Murderbot : Journal d'un AssaSynth : le capitaine (John Cho) (mini-série)

#### Séries d'animation
- 1996[n 5] : L'Incroyable Hulk : John (épisode 6)
- 1998 : Hercule : Géryon et la tête gauche (épisode 29)
- 2002-2003 : Transformers Armada : Rad
- 2002-2005 : Quoi d'neuf Scooby-Doo ? : personnages secondaires
- 2002-2005 : ¡Mucha Lucha! : Crapuce
- 2002-2007 : Kim Possible : Josh Mankey, Felix Renton (voix de remplacement)
- 2003 : Stuart Little (en) : ambiances d'élèves (épisode 6)
- 2003-2006 : Les Sauvetout : André / Tony
- 2003-2007 : Jenny Robot : Bradley « Brad » Carbunkle
- 2004 : Transformers Energon : Jetfire, Shockblast, Strongarm, voix additionnelles
- 2004 : Battle B-Daman (en) : Yamato Delgado
- 2004 : Monster : Peter (épisode 5)
- 2004 : Une minute au musée : Raphaël (création de voix)
- 2004 : Pierre Martin le facteur : Ajay Bains (le conducteur du train), Julian (le fils de Pierre), Charlie (saison 3)
- 2004-2006 : W.I.T.C.H. : Matthew « Matt » Olsen
- 2004-2007 : Drawn Together : Xandir P. Whifflebottom
- 2005 : Skyland : Shoomday (création de voix)
- 2005-2007 : Les Loonatics : Ace Bunny
- 2006-2008 : Classe 3000 : Eddie
- 2007 : Gurren Lagann : Rossiu
- 2007-2012 : Yakari : Petit Tonnerre (création de voix - 2e voix, saisons 2 et 3)
- 2008-2018 : Magic : Brandon (création de voix)
- 2009 : Histoires comme ça : voix diverses (création de voix)
- 2009-2011 : Saint Seiya: The Lost Canvas : Alone / Hadès, Veronica, l'hôte d'Hadès (épisode 25) (OAV)
- 2009-2011 : Super Hero Squad : Faucon
- 2009-2024 : Wakfu : Maître Joris (adulte), le deuxième soldat Sadida (saison 4, épisode 13) (création de voix)
- 2010 : Le Twisté Twisté Show : Dash
- 2010-2012 : Ben 10: Ultimate Alien : Tack et Winston
- 2010-2013 : Scooby-Doo : Mystères associés : Gary et Ethan
- 2010-2020 : Les Octonauts : Shellington et personnages masculins
- 2010-2022 : La Ligue des justiciers : Nouvelle Génération : Wally West / Kid Flash, l’ordinateur de Robin (saison 1, épisode 4) et Bart Allen / Kid Flash II (3e voix - saison 4, épisodes 24 à 26)
- 2011 : Batman: L'Alliance des héros : Jimmy Olsen (saison 3, épisodes 5 et 8)
- 2013-2018 : Les Crumpets : Marilyn (création de voix)
- 2014-2016[n 6] : Haikyū!! : Tōru Oikawa et Kōsuke Sakunami
- 2014-2017 : LoliRock : Lev (création de voix)
- 2014-2017 : Molusco : Molusco Likowski et Molusclone (création de voix)
- 2015 : Gribouille : Gribouille (création de voix)
- 2016[n 7]-2024 : Konosuba : Sois béni monde merveilleux ! : Kyōya Mitsurugi
- depuis 2017[n 7] : Classroom of the Elite : Kiyotaka Ayanokōji
- depuis 2017 : Teen Titans Go! : Kid Flash (2e voix - saison 4)
- 2018 : Marblegen : Bishop (création de voix)
- 2018 : La Colline aux lapins : Fiver[n 8]
- 2018-2025 : Craig de la crique : Bernard et Jason
- 2019 : Saiki Kusuo no Ψ Nan: Le Retour : Kusuo Saiki
- 2019 : Carole and Tuesday : Benito
- 2019-2020 : 7 Seeds : Arashi Aota
- 2019-2021 : Carmen Sandiego : Gray alias Crackle
- 2020 : Jujutsu Kaisen : Mahito
- 2020 : Hoops : Neil
- 2020-2021 : Cléopâtre dans l'espace (en) : Dr Queed
- 2021 : Pacific Rim: The Black : Rickter
- 2021 : Love, Death and Robots : Fletcher « Fletch » (saison 2, épisode 2)
- 2021 : Musclor et les Maîtres de l'Univers (en) : Adam / Musclor
- 2021 : Chicago Party Aunt (en) : Taylor (saison 1, épisode 3), le client du café (saison 1, épisode 5), « Casquette » un chargé de production de la cérémonie des Beefys Awards (saison 1, épisode 7)
- 2021 : Héros à Moitié : Rosie et Tataille (création de voix)
- 2021 : Splat et Harry : voix additionnelles (création de voix)
- 2021 : L'Attaque des Titans : Porco Galliard
- 2021 : Contes grinçants et grimaçants (en) : le diable
- depuis 2021 : Gabby et la Maison magique : Sacha
- 2022 : The Genius Prince's Guide to Raising a Nation Out of Debt (en) : Wein Salema Arbalest
- 2022 : Le Monde de Karma (en) : Bill, Mateo Muñoz et le chef Scott
- 2022 : Kaguya-sama: Love is War : voix additionnelles
- 2022 : Tomodachi Game : Chisato Hashiratani
- 2022 : Shine On! Bakumatsu Bad Boys! : Sakuya
- 2022 : Battle Kitty : Iago Coeurnoble
- 2022 : Cyberpunk: Edgerunners : voix additionnelles
- 2022 : A Couple of Cuckoos : Shion Asuma
- 2022 : Tales of the Jedi : Qui-Gon Jinn jeune
- 2022 : Détective Conan : Apprenti Criminel : Saguru Hakuba et Shota
- 2022 : Little Demon (en) : Michael
- 2022 : Deepa et Anoop : Rahul
- depuis 2022 : James chez les bizarroïdes : James
- depuis 2022 : Spy x Family : Yuri Briar[4]
- 2023 : Maniac par Junji Itō : Anthologie Macabre : Kazuya, Kai et Yamazaki
- 2023 : Demon Slayer: Kimetsu no Yaiba : Aizetsu
- 2023 : Le Pavillon des hommes : Arikoto
- 2023 : Captain Fall (en) : Timmy
- 2023 : Hell's Paradise : Gabimaru
- 2023-2024 : Mashle : Tom Knowles
- 2023-2024 : Jessica et son petit monde (en) : Bernard
- 2024 : Dépravé : Ficelle Egertons (création de voix)
- 2024 : Hazbin Hotel : Saint-Pierre
- 2024 : A Sign of Affection : Shin
- 2024 : Ariel : Ravi
- 2024 : Mes parrains sont magiques : Un nouveau souhait (en) : Peri, Devin « Dev » Dimmadome, John, Kennueth, Dale, Pou-A 2 et Fred
- 2025 : Wind Breaker : Yamato Endō (saison 2)

### Jeux vidéo
- 2006 : Kingdom Hearts II : Hayner
- 2014 : Disney Infinity 2.0 : Spider-Man
- 2020 : Watch Dogs: Legion : voix-off à la radio
- 2020 : Assassin's Creed Valhalla : Otta Baseballson
- 2021 : Ratchet and Clank: Rift Apart : voix additionnelles
- 2022 : Dying Light 2 Stay Human : voix additionnelles
- 2022 : Horizon Forbidden West : voix additionnelles
- 2022 : Lego Star Wars : La Saga Skywalker : Bala-Tik, voix additionnelles
- 2022 : Cookie Run: Kingdom : Cookie Lait et Cookie Sorbet
- 2024 : Life Is Strange: Double Exposure : Reggie
- 2024 : Star Wars Outlaws : Mehdo, voix additionnelles

## Voix off

### Livres audio
- Histoire Lunii : Citrouilles, Sorcières et Cie de Jérémy Semet : conteur

### Internet
- 2022 : Et si GENSHIN IMPACT avait des VOIX FRANÇAISES ? | RE: TAKE : Diluc

### Divers
- Nombreuses voix-off de publicité (Nintendo Wii, etc.)
- Voix-off de présentation de Grrr! sur Gulli.
- Publicités sur Deezer
- Publicité de la Xbox One depuis 2013
- Voix de Steve le lama sur Disney XD de 2014 jusqu'en 2016
- Voix-off sur Flics : leur vie en direct (diffusé sur TF1 en 2015, et rediffusé sur TFX en 2018)

### Documentaires
- Voix d'un jeune homme dans le documentaire Malawi : Bouddha en Afrique (diffusé sur Arte en Février 2020)
- Voix d’un jeune homme dans le documentaire original Netflix Derrière nos écrans de fumée sorti en 2020
- voix-off de Zac Efron dans la mini-série documentaire Les pieds sur Terre avec Zac Efron